# Heidi Schelhowe
Heidelinde „Heidi“ Schelhowe (* 25. März 1949 in Mösbach; geborene Heidelinde Heyl; † 11. August 2021 in Bremen) war eine deutsche Hochschullehrerin. Sie leitete den Bereich „Digitale Medien in der Bildung“ (dimeb) im Fachbereich „Informatik und Mathematik“ an der Universität Bremen.

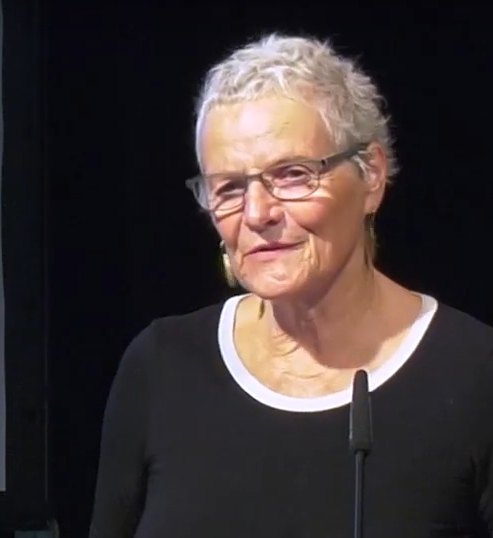
Prof. Dr. Heidi Schelhowe (2018)

Von 2011 bis 2014 war sie dort Konrektorin für Lehre und Studium. Von 2011 bis 2020 war sie Mitglied im Fernsehrat des ZDF für den Bereich Wissenschaft.

## Leben
Heidi Schelhowe studierte von 1967 bis 1972 Germanistik und Katholische Theologie an der Albert-Ludwigs-Universität Freiburg und an der Westfälischen Wilhelms-Universität Münster. Ihre Ausbildung für das Lehramt schloss sie mit einem Referendariat und einer pädagogischen Prüfung für das Lehramt an Gymnasien in Bremen ab. Von 1975 bis 1981 war sie als Lehrerin in Bremen tätig. Während dieser Zeit engagierte sie sich politisch im Kommunistischen Bund Westdeutschland, was zu ihrer Entlassung aus dem Staatsdienst führte. 1981 erhielt sie wegen des Radikalenerlasses Berufsverbot. Eine Rehabilitierung erfolgte im Rahmen der Abschaffung des Radikalenbeschlusses in Bremen 2012.
Von 1982 bis 1989 studierte sie Informatik an der Universität Bremen. Als Wissenschaftliche Mitarbeiterin begann sie sich mit der medialen Seite des Computers und der Interaktion zu beschäftigen und promovierte 1996 mit dem Thema „Das Medium aus der Maschine. Ein Beitrag zur Auffassung vom Computer in der Informatik“. Sie arbeitete danach an der Universität Hamburg als Wissenschaftliche Mitarbeiterin und an der Humboldt-Universität zu Berlin als Hochschulassistentin. 2001 wurde sie als Hochschullehrerin für „Digitale Medien in der Bildung“ im Fachbereich „Informatik und Mathematik“ an der Universität Bremen berufen.
Von 2011 bis 2020 war sie Mitglied im ZDF-Fernsehrat. Sie vertrat dort den Bereich „Wissenschaft und Forschung“, der von der Freien Hansestadt Bremen besetzt wird. Sie hat in der Gesellschaft für Informatik (GI) die heutige Fachgruppe „Frauen und Informatik (FRAUINFORM)“ sowie die Fachgruppe „Be-greifbare Interaktion (BGI)“ mit gegründet. Im Rahmen der Internationalen Frauenuniversität ifu, die 2000 stattfand, war sie Leiterin des zentralen Projektes Virtuelle ifu (vifu). Im JFF – Institut für Medienpädagogik in Forschung und Praxis war sie im Vorstand Beisitzerin.
Sie war verheiratet, hatte zwei Töchter und vier Enkelkinder und lebte in Bremen.

## Veröffentlichungen (Auswahl)
- Frauenwelt, Computerräume. GI-Fachtagung Bremen, September 1989. Proceedings
- Das Medium aus der Maschine: Zur Metamorphose des Computers. Dissertation. Campus Verlag, Frankfurt/New York 1997.
- Ein Projekt der Hochschulreform. Die Internationale Frauenuniversität (ifu) doi:10.5840/philosophin2000112112
- G. Kreutzner, H. Schelhowe, B. Schelkle (2002) Nutzerinnenorientierung, Partizipation und Interaktion als Leitprinzipien: Die virtuelle Internationale Frauenuniversität (vifu). In: A. Neusel, M. Poppenhusen (eds) Universität Neu Denken. Schriftenreihe der Internationalen Frauenuniversität »Technik und Kultur«, vol 8. VS Verlag für Sozialwissenschaften, Wiesbaden, doi:10.1007/978-3-322-95045-1_19
- Technologie, Imagination und Lernen: Grundlagen für Bildungsprozesse mit Digitalen Medien, Waxmann, 2007.
- Be-greifbare Interaktionen: Der allgegenwärtige Computer: Touchscreens, Wearables, Tangibles und Ubiquitous Computing (Kultur- und Medientheorie) von Bernard Robben und Heidi Schelhowe | 1. März 2012
- Digital Realities, Physical Action and Deep Learning. FabLabs as Educational Environments? In: Corinne Büching, Julia Walter-Herrmann: FabLabs. Shape your World. transcript 2013
- ‘Through the Interface‘ – Medienbildung in der digitalisierten Kultur. In: MedienPädagogik, Heft 25 (27. Oktober) 40-58. Zürich 2016.
- Vom Digitalen Medium und vom Eigen-Sinn der Dinge. In: merz, Zeitschrift für Medienpädagogik 04/2018, München
- Bockermann, Iris; Borchers, Jan; Brocker, Anke; Lahaye, Marcel; Moebus, Antje; Neudecker, Stefan; Stickel, Oliver; Stilz, Melanie; Wilkens, Daniel; Bohne, René Pipek, Volkmar; Schelhowe, Heidi: Handbuch Fab Labs: Einrichtung, Finanzierung, Betrieb, Forschung & Lehre. Bombini Verlag, Bonn 2021, ISBN 978-3-946496-26-7, S. 256 (bombini-verlag.de).

## Ehrungen
Auf der „18th Interaction Design and Children Conference“ (IDC 2018), die vom 19. bis 22. Juni in Trondheim stattfand, wurde Heidi Schelhowe mit dem Edith Ackermann Award for Outstanding Achievement in der Kategorie „Eminent Scholar“ geehrt.
Sie hat TechKreativ und FabLab Bremen an der Universität gegründet und war Ehrenpräsidentin des FabLab e. V. Bremen.
2021 wurde Heidi Schelhowe posthum zum GI-Fellow ernannt.